# Original Smile
「Original Smile」（日语：オリジナル スマイル）是SMAP的第13張單曲，於1994年6月6日由Victor Entertainment發行。

## 簡介
- 「Original Smile」是Oronamin C Drink的廣告歌。
- 在以前的音樂節目中，是以木村拓哉的獨唱部分開始。另外，最後一段副歌前的歌詞，CD中是由全員唱出，但在演唱會及音樂節目上則由木村唱出。
- 「Major」有森且行和木村拓哉的獨唱部分，其他部分也是兩人的聲音比較明顯。
- 現在「Original Smile」為高級中學的音樂教科書的教材。
- 在「Original Smile」發售後的演唱會，即由《SEXY SIX SHOW》至《We are SMAP! 2010 SMAP CONCERT TOUR》，及2011年時在東京巨蛋舉行之《祝20周年! SMAP FaN×FuN PARTY 2011》，每次均會演唱。
- 近年更在不同電視節目演唱，2011年日本紅白歌唱大賽更以和2011年發表之《not alone~變得幸福吧~》組成歌曲一同演唱。
- 「Original Smile」同時收錄在專輯《SMAP 006〜SEXY SIX〜》及《Smap Vest》，「Major」則收錄在《WOOL》和《pamS》。

## 収録曲
1. オリジナル スマイル
  - 作詞：森浩美 / 作曲：MARK DAVIS / 編曲：CHOKKAKU
2. Major
  - 作詞：森浩美 / 作曲・編曲：庄野賢一
3. オリジナル スマイル （オリジナル・カラオケ）
4. Major （オリジナル・カラオケ）

## 相關連結
- Original Smile（页面存档备份，存于） （Victor Entertainment）（日語）